# Job 25
Job 25 es el vigesimoquinto capítulo del Libro de Job en la Biblia hebrea o el Antiguo Testamento del Cristianismo . El libro es anónimo; la mayoría de los estudiosos creen que fue escrito alrededor del siglo VI a. C. Este capítulo recoge el discurso de Job, que pertenece a la sección Diálogo del libro, y comprende Job 3:1–Job 31:40.

## Texto
El texto original está escrito en lengua hebrea. Este capítulo se divide en 6 versículos.

### Testimonios textuales
Algunos manuscritos antiguos que contienen el texto de este capítulo en hebreo pertenecen al Texto masorético, que incluye el Códice de Alepo (siglo X) y el Codex Leningradensis (1008). Se encontraron fragmentos que contienen partes de este capítulo en hebreo entre los Rollos del Mar Muerto, incluyendo 4Q100 (4QJobb; 50–1 a. C.) con los versículos 15–17 conservados.

## Análisis
La estructura del libro es la siguiente:
- El prólogo (capítulos 1-2)
- El diálogo (capítulos 3-31)
- Los veredictos (32:1-42:6)
- El epílogo (42:7-17)

Dentro de la estructura, el capítulo 25 se agrupa en la sección Diálogo con el siguiente esquema:
- La maldición y el lamento de Job (3:1-26)
- Primera ronda (4:1-14:22)
- Segunda ronda (15:1-21:34)
- Tercera ronda (22:1-27:23)
  - Elifaz (22:1-30)
  - Job (23:1-24:25)
  - Bildad: Los seres humanos no tienen valor ante Dios (25:1-6)
  - Job (26:1–27:23)
- Interludio: poema sobre la sabiduría (28:1–28)
- Resumen de Job (29:1–31:40)

La sección del diálogo está compuesta en formato poético, con una sintaxis y una gramática distintivas. Comparando los tres ciclos de debate, el tercero (y último) puede considerarse «incompleto», ya que no hay ningún discurso de Zofar y el de Bildad es muy breve (solo seis versículos), lo que puede indicar un síntoma de desintegración de los argumentos de los amigos. Es evidente que Bildad tiene poco que decir y se queda sin fuerzas antes de que él (y los otros dos amigos, Elifaz y Zofar) se callen. El diálogo entre Job y sus tres amigos está prácticamente terminado, sin que ni Job ni sus amigos se acerquen en sus posiciones. La fuerte creencia de Bildad en la teología de la retribución le lleva a ver que los seres humanos son inútiles y despreciables ante el Dios trascendente que establece el «orden» (literalmente «paz») en los cielos (versículo 2; cf. Génesis 1:2-3; Job 9:13; 26:12-13; comparable a la derrota del caos en los mitos babilónicos y cananeos). Este discurso añade poco, ya que parece una repetición mecánica de lo que Elifaz ha dicho en sus dos primeros discursos (Job 4:17; 15:14; y coincidido por Job en Job 9:2; 14:4) de que nadie es justo ante Dios y Job ha aceptado que es un pecador, solo que Job sigue cuestionando sus sufrimientos en comparación con otros pecadores.

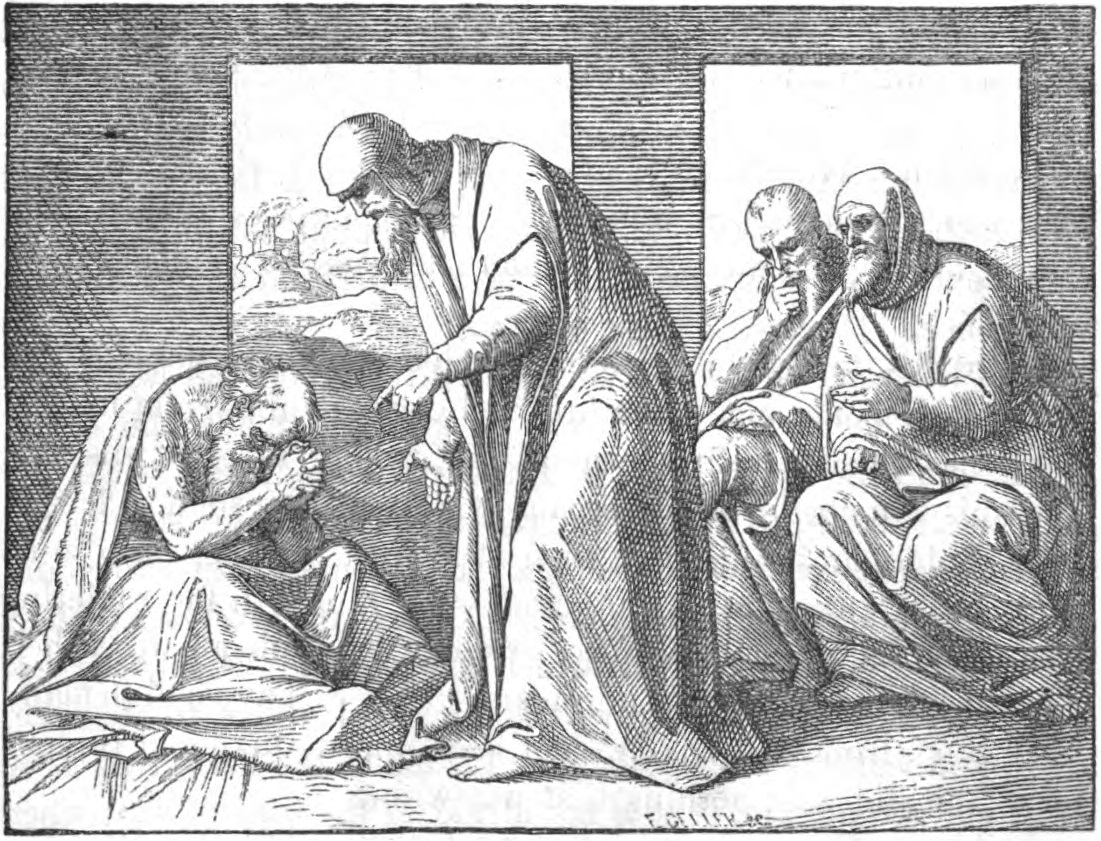
«Job y sus tres amigos». De: “'La historia de la Biblia desde el Génesis hasta el Apocalipsis”' (1873).

### Versículos 5-6
[Bildad dijo:] «5He aquí, ni siquiera la luna brilla,
«y las estrellas no son puras a sus ojos;
«6¿cuánto menos el hombre, que es un gusano?
¿Y el hijo del hombre, que es un gusano?
- «Puras»: aquí se refiere al brillo de las estrellas que, al igual que la luz de la luna, puede ser oscurecido por las nubes, para describir las impurezas morales de los seres humanos ante el Dios justo.[19]
- «Gusano»: paralelo a «gusano» para describir «al hombre en su forma más baja y ignominiosa».[20][21] Bildad malinterpreta a Dios al considerar que ve a los seres humanos con total repulsión, como simples gusanos y gusanos.[19]

## Comentarios

### De la Iglesia católica

#### A todo el capítulo
En la secuencia transmitida por todos los manuscritos hebreos y griegos, el discurso de Bildad es el más breve y también el más general. Sin dirigirse a Job, expone dos principios ya repetidos por sus compañeros. El primero (vv. 2-3) afirma la soberanía de Dios, que desde lo alto del cielo (cf. 22,12) gobierna los fenómenos atmosféricos, como recordaba Elifaz (cf. 5,9-10), y extiende su paz a todo el universo, en especial a los cielos estrellados, fuente de luz. El segundo sostiene que ante ese Dios nadie puede considerarse justo, y menos aún el ser humano (cf. 4,17; 15,14), comparado con un gusano que habita en la oscuridad (vv. 4-6). Así, rebate la intención de Job de enfrentarse a Dios (cf. 23,2-7).
Aunque sus afirmaciones son verdaderas sobre Dios y el hombre, no atienden a la situación concreta de Job. Este no se considera absolutamente justo ni puro como la luz; su anhelo es recibir de Dios una respuesta al sufrimiento que padece sin entender su causa. Una vez más, queda claro que la verdad doctrinal pierde fuerza si no se comunica teniendo en cuenta el contexto cultural, social y psicológico de quien la recibe.

La presentación límpida y vigorosa de la verdad moral no puede prescindir nunca de un respeto profundo y sincero —animado por el amor paciente y confiado—, del que el hombre necesita siempre en su camino moral, frecuentemente trabajoso debido a sus dificultades, debilidades y situaciones dolorosas. La Iglesia, que jamás podrá renunciar al principio de la verdad y de la coherencia, según el cual no acepta llamar bien al mal y mal al bien, ha de estar siempre atenta a no quebrar la caña cascada ni apagar el pábilo vacilante. 